# RS-020
Pour les articles homonymes, voir Route 20.
La RS-020 est une route locale de l'État du Rio Grande do Sul qui part du district de Vista Alegre de la municipalité de Gravataí et va jusqu'à la frontière avec l'État de Santa Catarina, sur le territoire de la commune de São José dos Ausentes, à 258,080 km. Elle traverse les communes de Gravataí, Cachoeirinha, Parobé, Taquara, Igrejinha, Três Coroas, São Francisco de Paula, Cambará do Sul et São José dos Ausentes.